# Agrotis brunnescens
Agrotis brunnescens là một loài bướm đêm trong họ Noctuidae.